# Нагорський Іван Васильович
Іван Васильович Нагорський (або священник Іоанн Нагірський; *1864 — ?) — український православний проповідник та педагог, діяч земського руху на Стародубщині. Настоятель Голінського Архангело-Михайлівського храму (1895 — після 1902).

## Біографія
Народився у родині православного священника 1864, імовірно у Чернігівській губернії. За духовною традицією, вступив до Чернігівської духовної семінарії (колишній Чернігівський колегіум Лазара Барановича), яку закінчив 1887. Помітні успіхи Нагорського дали йому шанс попрацювати тут же, у семінарії, поруч із досвідченими православними педагогами. А 11 серпня 1891 преосвященний єпископ Чернігівський Веніамін рукопоклав Івана Нагорського в сан ієрея Чудо-Архангело-Михайлівської церкви міста Новозибков. Тут він активно включається у земську діяльність, зокрема відразу стає головою Земського комітету збору допомоги для голодуючих громадян.
Проте молодий та амбітний священник шукав можливість присвятити себе православній педагогіці. У цей час вакансія з'явилася на півдні Чернігівської губернії, у містечку Голінка. 9 червня 1894 Іоанн Нагорський призначений єпископом Антонієм настоятелем Голінської Архангело-Михайлівської церкви, автоматично посівши посаду законоучителя Голінського двокласного міністерського училища, яке було щойно створено на базі Голінської парафіяльної школи та Дептівського міністерського училища, переведеного до Голінки. Також при самій Михайлівській церкві він провадив уроки в парафіяльній дівочій школі, де навчалося до 25 дітей (переважно козачок).
Паралельно отець Іоанн Нагорський стає на чолі Протиштундистської місії Голінської волості — доволі помітної посади діючого проповідника. Оскільки саме в Конотопському повіті на початку ХХ століття швидко поширювалися баптистські течії, зокрема одним із центром «штунди» стає сусіднє козацьке село Гайворон, очолити боротьбу за чистоту православ'я доручили саме Нагорському.
Попри заслужений авторитет православного проповідника та педагога, отець Іоанн Нагорський потерпав від побутової невлаштованості — громада Голінки так і не спромоглася збудувати окремий будинок для настоятеля, він винаймав «квартиру», а власне церковний дім традиційно займав місцевий псаломник.
Розвитку православної місії на півдні Конотіпщини перешкоджала й адміністративна прикрість: центр благочиння Голінської волості наприкінці ХІХ століття було перенесено з Голінки до сусіднього села Дептівка — багатшого, з активною та амбітною громадою козаків. Тож Іоанн Нагорський був позбавлений певних важелів у своїй роботі, зосередившись переважно на викладацькій та земській діяльності.